# پنت‌کاناوزه
پنت‌کاناوزه (به ایتالیایی: Pont Canavese) یک کومونه در ایتالیا است که در استان تورین واقع شده‌است.

## خصوصیات
پنت‌کاناوزه ۱۹٫۴ کیلومترمربع مساحت و ۳٬۷۵۶ نفر جمعیت دارد و ۴۶۱ متر بالاتر از سطح دریا واقع شده‌است.